# Laura Balagué Gea
Laura Balagué Gea (Barcelona, 20 de septiembre de 1958) es una enfermera y escritora barcelonesa de novela negra.  

## Biografía
Laura Balagué Gea, nació en Barcelona el 20 de septiembre de 1958. Estudió Enfermería. Desde 1982 reside en San Sebastián, donde ha trabajado en un centro de salud hasta septiembre de 2021. En la actualidad está jubilada. Está casada y tiene dos hijos. Escribe novela negra y entre sus referentes se encuentran Vázquez Montalbán, P.D. James, Anne Perry, escritoras nórdicas o Camilleri.
Desde febrero del 2013 mantiene un blog con su hija, niu de mones, donde hace reseñas de libros y películas.

## Obras

### Relatos
- Sala de espera en revista en línea La rosa profunda
- Viaje a Suiza (Adamar, 2005) en el libro colectivo Tusilata: el narrador
- Falsas apariencias (La esfera cultural, 2016) en el libro colectivo Lecciones de Asesinos expertos[4]
- Ejercicios de aversión (Oskarbi Elkartea 2016) en el libro colectivo Oskarbi 21

### Novelas
- Vestidos de novia (Ediciones ocasionales LFDCB (La fábrica de cosas bonitas), 2008)[5]
- Las pequeñas mentiras (Ediciones B, 2015) (novela negra).
- Muerte entre las estrellas (Editorial Milenio, 2018) (novela negra).
- En el otro bolsillo (Editorial Erein, 2020)
- Una investigación laica (Editorial Cosecha Negra, 2022)

### Libros infantiles
- La casa inquieta (Tandaia, 2018)[6]

## Premios y reconocimientos
- 2000. Segundo premio en el XI Certamen de Cuentos Atenea.[7]
- 2014. Premio La Trama de novela negra.[8]